# Cristatella
Cristatella är ett släkte av mossdjur som beskrevs av Cuvier 1798. Cristatella ingår i familjen Cristatellidae, ordningen Plumatellida, klassen Phylactolaemata, fylumet mossdjur och riket djur.
Släktet innehåller bara arten Cristatella mucedo. Cristatella är enda släktet i familjen Cristatellidae.